# Phenacoccus herreni
Phenacoccus herreni  (лат.) — вид полужесткокрылых насекомых-кокцид рода Phenacoccus из семейства мучнистые червецы (Pseudococcidae).

## Распространение
Южная Америка: Боливия, Бразилия, Гайана, Галапагосские острова, Гренада, Колумбия, Тринидад и Тобаго.

## Описание
Питаются соками таких растений, как маниок съедобный, или кассава (Manihot esculenta, семейство Молочайные). Среди врагов отмечены паразитические наездники Encyrtidae (Epidinocarsis diversicornis) и хищные жуки Coccinellidae (Cleothera notata).
Таксон Phenacoccus herreni включён в состав рода Phenacoccus вместе с видами P. baccharidis, P. hurdi, P. madeirensis, P. manihoti, P. solani, P. solenopsis, P. tucumanus, и другими.